# Rio Canoas
Le rio Canoas est une rivière brésilienne de l'État de Santa Catarina, et un affluent du río Uruguay.

## Géographie
Le rio Canoas naît entre la Serra da Anta Gorda et la Serra da Boa Vista, toutes deux faisant partie de la Serra Geral, à la frontière des municipalités de Anitápolis, Santa Rosa de Lima et Bom Retiro, à près de 100 km du littoral.
Le rio Canoas s'écoule vers l'ouest, vers l'intérieur de l'État et baigne les villes d'Urubici, Rio Rufino, Canoas, Otacílio Costa, Correia Pinto, Ponte Alta, São José do Cerrito, Abdon Batista (où il reçoit les eaux de l'un de ses affluents, le rio Caveiras), Anita Garibaldi, Celso Ramos (où il reçoit les eaux du rio Inferno Grande). Peu après Celso Ramos, il rejoint le rio Pelotas, leur jonction formant le rio Uruguai.
Son bassin hydrographique s'étend sur 22 808 km2. Son débit maximal moyen est de 260 m3/s. Ses eaux sont utilisées 
- Pour l'industrie et l'agriculture (notamment le maïs, le soja, la pomme, la pomme de terre et l'ail ;
- Son cours compte 3 usines hydro-électriques: dans la municipalité de Lages, sur le rio Caveiras; dans les municipalités de Curitibanos et de Campos Novos, toutes deux sur le rio Canoas même.